# Mahāvastu
Il Mahāvastu (-Avadāna) (sanscrito; devanāgarī: महावस्तु (अवदानम्); lett. "Grande Composizione (delle Gloriose Azioni)") è la più antica biografia del Buddha Śākyamuni, risalente nel suo nucleo originario al II secolo a.C. (con rimaneggiamenti successivi) che conserviamo in sanscrito ibrido e in cinese. 
Questa opera è stata redatta nell'ambiente dei  Lokottaravāda, un ramo della scuola dei Mahāsāṃghika, di cui è un libro del vinayapiṭaka. La collocazione nel vinaya indica che le vite esemplari del Buddha erano considerate come un'introduzione al codice monastico.
Il Mahāvastu si divide in tre parti:
- La prima parte tratta delle esistenze precedenti del  Buddha Śākyamuni, il suo accumulare i meriti e quindi l'acquisire la condizione di bodhisattva, pronunciandone il voto di fronte al Buddha Dīpaṃkara e ad altri buddha.
- La seconda si avvia quando, nel cielo di Tuṣita, il futuro Buddha Śākyamuni sceglie dove nascere per l'ultima volta. Da qui parte la narrazione sulla sua nascita, la giovinezza e l'abbandono della vita mondana alla ricerca della bodhi.
- La terza parte descrive le prime conversioni e il fondamento della comunità monastica, il saṃgha.

Lo stile complessivo della narrazione non è tuttavia cronologico venendo continuamente interrotto da racconti edificanti, non arrivando comunque alla fase finale della vita del Buddha, quella che concerne il suo parinirvāṇa. 
Il testo comprende anche una descrizione delle Dieci Terre del Bodhisattva (daśa bhūmi) ma con significative differenze da quelle descritte nei testi mahāyāna.
Il Mahāvastu corrisponde, ma con significative differenze, al Mahāvagga presente nel vinayapiṭaka del Canone pāli.